# 非洲鱧
非洲鱧（学名：Parachanna africana），又稱非洲副鱧，為輻鰭魚綱鱸形目鱧科的其中一種，分布於非洲貝南南部至喀麥隆的淡水流域，體長可達32公分，棲息在中底層水域，屬肉食性。
其种加词“africana”意为“非洲的”。